# John Coyne
Pour les articles homonymes, voir Coyne.
John Coyne, né en 1937, est un auteur américain de romans d'épouvante, dont Fury et Hobgobelin.

## Œuvres
- The Piercing, 1978.
- The Legacy, 1979.
- The Searing, 1980.
- Hobgoblin, 1981.
- The Shroud, 1982.
- The Hunting Season, 1987.
- Fury, 1989.
- Child of Shadows, 1990.